# Музей истории Рузской милиции

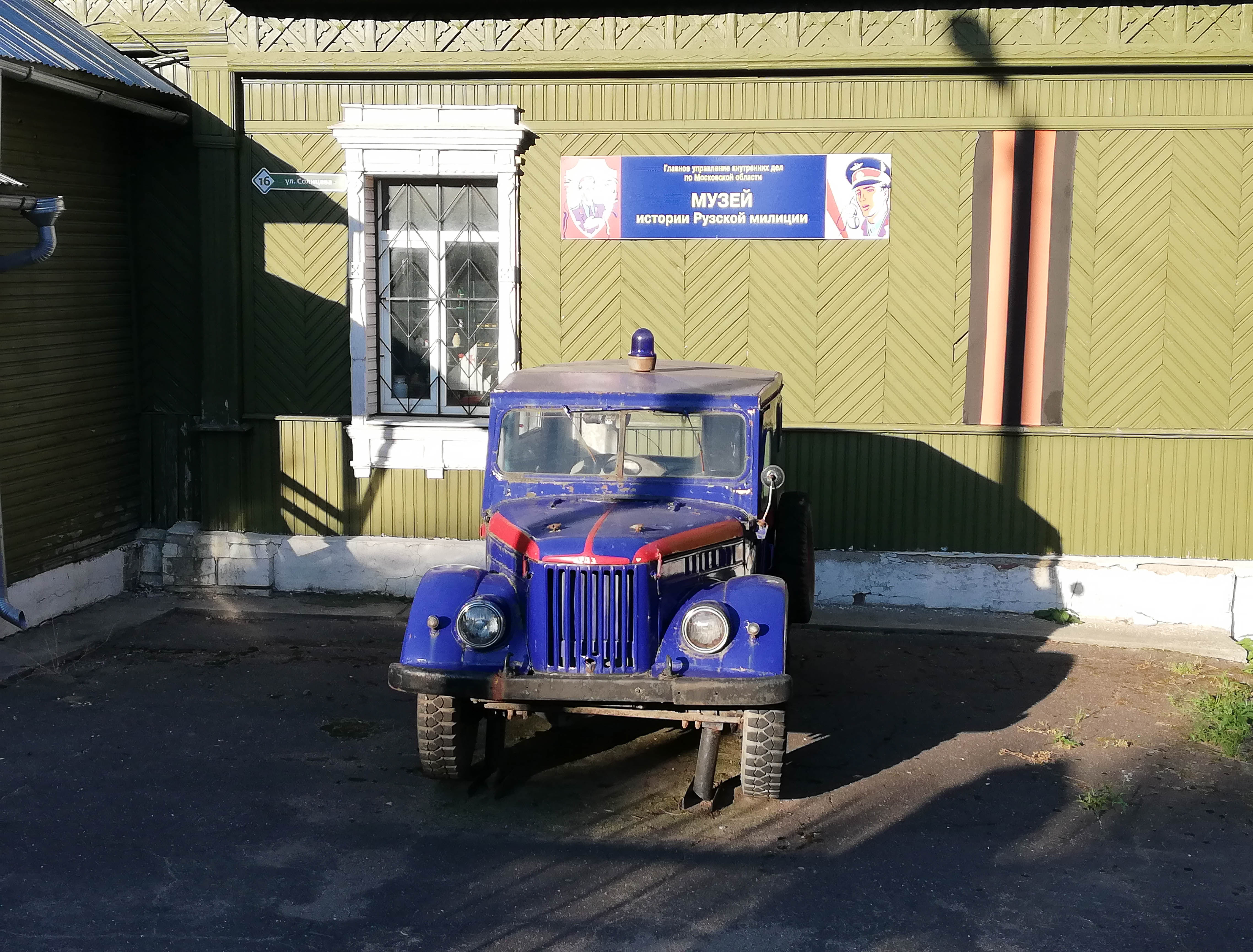
Милицейский УАЗ у здания музея

Музей истории Рузской милиции — музей в городе Руза Московской области.
Адрес: Московская область, город Руза, ул. Солнцева, 18.
До 2005 года экспозиция располагалась в Рузском краеведческом музее, а в 2006 году было принято решение разместить её в рузском Отделе внутренних дел. Сейчас музей находится в одном здании с действующими подразделениями ОВД Рузского района и расположен в отреставрированном помещении изолятора временного содержания (ИВС).

## История
Музей был торжественно открыт в мае 2008 года по инициативе Совета ветеранов отдела внутренних дел города Рузы. Основателями музея являются Валерий Семенович Евмененко, председатель Совета ветеранов ОВД, Александр Анатольевич Солянин, Елена Александровна Сковердяк, Александр Иванович Швецов, Юрий Николаевич Кабалин.
Сегодня Музей Рузской милиции располагает экспозиционной площадью 84 квадратных метра. Его экспонаты собирались в течение длительного времени. В одном зале располагаются витрины, в другом — галерея портретов руководителей подразделений и служб рузского ОВД. Музейный фонд охватывает исторические периоды развития полиции и милиции Рузского района с 1900 года и насчитывает более 1500 единиц хранения.
На базе музея сформирована библиотека исторической и документальной литературы; работает поисковый отряд «Надежда», который занимается выявлением неизвестных воинских захоронений и непогребенных останков, устанавливает имена погибших и имена пропавших без вести.
Рядом со зданием музея находится мемориал, на гранитной глыбе которого высечено: «Сотрудникам милиции Рузского Отдела Внутренних дел, погибшим при исполнении служебного долга». На здании музея установлена мемориальная доска казнённым в годы Великой Отечественной войны партизанам: Ф. В. Голубкову и С. Н. Серёгину.
Музей работает с 10.00 до 13.00; суббота и воскресенье — выходные дни. Посещение проводится в группе от 10 человек. Ежегодно его посещают порядка 600 человек.